# Star Trek (joc video din 1971)
Star Trek este un joc video de strategie bazat pe text bazat pe seria de televiziune Star Trek și lansat inițial în 1971. În joc, jucătorul comandă USS Enterprise într-o misiune de a vâna și distruge o flotă invadatoare de nave de război klingoniene. Jucătorul călătorește prin cele 64 de cuadrante ale galaxiei pentru a ataca navele inamice cu fazere și torpile fotonice în bătălii pe ture și pentru a realimenta în bazele stelare. Scopul este de a elimina toți inamicii într-o limită de timp aleatorie.
Mike Mayfield a scris jocul în limbajul de programare BASIC pentru computerul mainframe SDS Sigma 7 cu scopul de a crea un joc asemănător lui Spacewar! (1962) care putea fi redat cu un teleimprimator în loc de un afișaj grafic. Apoi l-a rescris pentru minicalculatorul HP 2000C⁠(d) în 1972 și a fost inclus în catalogul de software din domeniul public al lui Hewlett-Packard de anul următor. A fost preluat de acolo de David H. Ahl⁠(d), care l-a portat împreună cu Mary Cole în BASIC-PLUS⁠(d) și a publicat codul sursă în buletinul informativ al companiei Digital Equipment Corporation, Edu. A fost republicat împreună cu alte jocuri pe calculator în cartea sa cel mai bine vândută, 101 BASIC Computer Games. Bob Leedom a extins apoi jocul în 1974 în Super Star Trek.
Ahl a părăsit DEC și a început să publice revista Creative Computing în 1974. A început să porteze jocurile din cartea 101... pentru Microsoft BASIC⁠(d), cu excepția lui Star Trek, unde a portat versiunea lui Leedom mai degrabă decât cea originală a lui Mayfield. Rezultatul a fost publicat în 1978 sub un nou nume, BASIC Computer Games. A ajuns pe piață exact când primele microcalculatoare capabile să ruleze jocul au apărut pe piață. BASIC Computer Games a devenit prima carte de calculator vândută cu milioanele, iar versiunile jocului erau disponibile pentru aproape toate computerele personale ale epocii. În plus, au fost realizate zeci de variante și expansiuni pentru o varietate de alte sisteme, bazate fie pe versiunile lui Leedom, fie pe versiunile originale ale lui Mayfield.

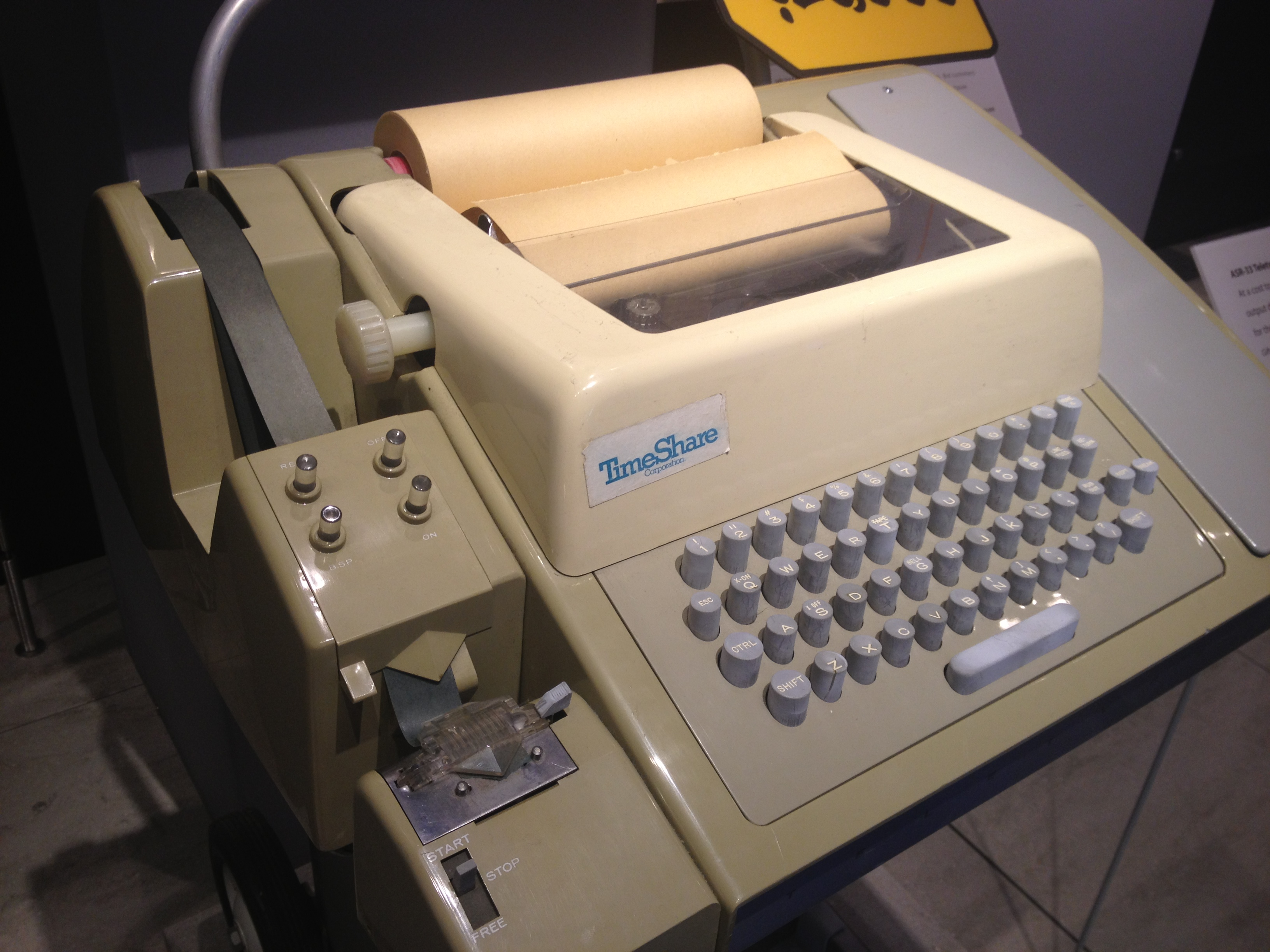
Terminal de computer, teleimprimator ASR-33

## Cod de programare
Începutul programului:
```

100  REM *****************************************************************
110  REM ***                                                           ***
120  REM ***     STAR TREK: BY MIKE MAYFIELD, CENTERLINE ENGINEERING   ***
130  REM ***                                                           ***
140  REM ***        TOTAL INTERACTION GAME - ORIG. 20 OCT 1972
150  REM ***                                                           ***
160  REM *****************************************************************
170  GOSUB 5460
180  PRINT "                          STAR TREK "
190  PRINT "DO YOU WANT INSTRUCTIONS (THEY'RE LONG!)";
200  INPUT A$
210  IF A$ <> "YES" THEN 230
220  GOSUB 5820
230  REM *****  PROGRAM STARTS HERE *****

```

## Super Star Trek
La începutul anului 1974, Bob Leedom a descoperit versiunea Star Trek publicată în cartea 101 BASIC Computer Games. În acel moment, el lucra pentru Westinghouse Electric Corporation⁠(d) la un minicomputer Data General Nova⁠(d) și a decis să porteze jocul pentru acest acest sistem. După ce l-a făcut să ruleze cu succes, el a început să-l îmbunătățească luând în considerare sugestiile prietenilor săi. I-a modificat interfața înlocuind comenzile digitale ale jocului original cu comenzi formate din trei litere. De asemenea, a adăugat rapoarte trimise de personaje din serie și a dat nume cuadrantelor galaxiei. În cele din urmă a schimbat sistemul de joc în profunzime prin adăugarea de nave klingoniene care se mișcă și noi opțiuni de navigație și de tragere. După terminarea jocului, a apărut o descriere a jocului publicată în buletinul informativ al companiei DEC. David H. Ahl, care între timp a părăsit DEC pentru a crea revista Creative Computing, a descoperit programul lui Bob Leedom și s-a oferit să-l publice în revista sa. David H. Ahl l-a portat apoi pentru Microsoft BASIC⁠(d) și a publicat codul sursă al jocului sub titlul Super Star Trek pentru a-l diferenția de jocul original. Apoi a republicat jocul în The Best of Creative Computing în 1976 și în BASIC Computer Games în 1978. El a adăugat apoi o notă în care afirmă că i s-a permis să folosească titlul serialului de televiziune, precum și o explicație a lui Bob Leedom care explică de ce galaxia este compusă din 64 de cadrane și nu patru. BASIC Computer Games a devenit  prima carte dedicată calculatoarelor care se vinde în peste un milion de exemplare și permite astfel versiunii lui Bob Leedom despre Star Trek să se bucure de o popularitate mult mai mare decât versiunile dezvoltate de Mike Mayfield și David H. Ahl.